# Étienne Bazeries
Le commandant Étienne Bazeries (né le 21 août 1846 à Port-Vendres - mort le 7 novembre 1931) est un cryptanalyste militaire français actif entre 1890 et la Première Guerre mondiale. Il est plus connu pour avoir développé le cylindre de Bazeries sans connaître celui de Jefferson. L'appareil de chiffrement M-94 (en) de l'US Army en bénéficia plus tard.
Pour l'historien David Kahn il est l'un des meilleurs cryptanalystes naturels que la science ait connu.

## Biographie
Fils d'un policier monté, il s'engage en 1863 dans l'armée et combat contre la Prusse. Là il est fait prisonnier de guerre mais parvient à s'échapper plus tard, déguisé en maçon. En 1874, il est promu au grade de lieutenant et envoyé en Algérie en 1875. Il retourne en France l'année suivante et épouse Marie-Louise-Élodie Berthon, avec qui il a trois filles : Césarine, Fernande et Paule.
Il s'intéresse à la cryptographie à travers les jeux de cryptogrammes trouvés dans la presse et utilise rapidement ses talents dans un contexte militaire. En 1880, il décrypte des messages chiffrés avec le système militaire français officiel de transposition, aboutissant à l'adoption d'une nouvelle méthode par le ministère de la Guerre. En 1891, des nouvelles de ses compétences s'étaient répandues et il commence à travailler pour le Bureau du Chiffre du Ministère des Affaires étrangères, par exemple le télégramme de Panizzardi. Dans les années 1890, il casse le fameux « Grand Chiffre », système de chiffrement par substitution créé par les Rossignol (famille qui a servi la couronne pendant plusieurs générations) au XVIIe siècle notamment pour Louis XIV. L'un des messages chiffrés faisait référence à l'Homme au masque de fer et proposait une solution possible à ce mystère. 
Bazeries avait utilisé un grand nombre de messages de Louis XIV avec Louvois, il est improbable qu'avec seulement 597 mots, syllabes ou lettres dans le dictionnaire, il y en eut un code pour "masque", la traduction plausible du code 330 d'après le contexte et cette remarque, est "gardien" selon des analyses récentes. Le message de Louis XIV concernant le général de Bulonde qu'il fait enfermer au fort de Pignerol, doit se lire "..la liberté de se promener sur les remparts avec un gardien", plutôt que "..la liberté de se promener sur les remparts avec un masque", ce qui fait que le mystère de l'identité du masque de fer reste entier. Le Cdt.Bazeries avait sans doute cédé à une envie de publicité ("celui qui a résolu l'énigme du masque de fer"), car comme cryptanalyste éminent il ne pouvait pas croire à sa propre histoire. 
Bazeries continue son travail de cryptanalyste, même après sa retraite de l'armée en 1899, prêtant son assistance pour casser les communications de l'ambassade japonaise à Paris pendant la guerre russo-japonaise, puis les codes allemands pendant la Première Guerre mondiale. Il met un terme à sa carrière en 1924, âgé alors de 78 ans.
On lui doit le livre Les Chiffres secrets dévoilés considéré parfois comme un repère de la littérature cryptographique, parfois comme assez anecdotique (David Kahn, préface de La cryptographie dans l’armée française 1881-1914 par Alexandre Ollier).

Un plaque commémorative lui est consacrée sur le monument aux morts de Port-Vendres. On peut y lire : 

« Commandant Etienne BAZERIES
cryptanalyste militaire français
né à Port-Vendres le 21 août 1846
inventeur du cylindre de BAZERIES
reconnu pour avoir cassé les codes
allemands pendant la première
 guerre mondiale. »

Les 2 tables (seulement 597 groupes) du grand chiffre de Louis XIV sont disponibles et donnent un bon exemple de l'ancienne cryptographie à dictionnaires chiffrés qui n'était pas très sûre, même avec celui de Napoléon 1er qui avait 2000 groupes environ.

## Travaux
- Chiffre Bazeries: Table chiffrante et déchiffrante,ed.A.Hermann, Paris,1893, disponible à la BNF.Il utilise un dictionnaire ordonné ce qui permet une seule table, mais y ajoute pour prévenir qu'il tombe entre les mains ennemies un surchiffrement par une transposition définie par un mot clé (système de G.Vernam)
- Les "Chiffres" de Napoléon pendant la campagne de 1813, épisodes du siège de Hambourg, documents inédits trouvés à Aix-la-Chapelle, tirés des Archives nationales et du Dépôt de la guerre, 1896.
- Les Chiffres secrets dévoilés. Etude historique sur les chiffres..., 1901.